# Biskupi Balsas
Biskupi Balsas – administratorzy i biskupi diecezjalni prałatury terytorialnej Santo Antônio de Balsas, a od 1981 diecezji Balsas.

## Biskupi

### Biskupi diecezjalni
| Lata urzędowania | Biskup | Biskup                           | Uwagi |
| ---------------- | ------ | -------------------------------- | --- |
|                  |        | Diego Parodi MCCI                | prefekt Santo Antônio de Balsas w latach 1959–1966, następnie biskup pomocniczy Perugi w latach 1966–1969, późniejszy administrator apostolski Città di Castello oraz Gubbio w latach 1969–1972, następnie biskup pomocniczy Neapolu w latach 1972–1980, późniejszy biskup diecezjalny Ischia |
| 1981–1998        |        | Rino Carlesi MCCI                | prefekt Santo Antônio de Balsas w latach 1967–1981, od 1981 biskup diecezjalny Balsas |
| 1998–2006        |        | Gianfranco Masserdotti MCCI      | |
| 2007–2020        |        | Enemésio Ângelo Lazzaris FDP     | |
| od 2020          |        | Valentim Fagundes de Meneses MSC | |